# Římskokatolická farnost Strážek
Římskokatolická farnost Strážek je územním společenstvím římských katolíků v rámci žďárského děkanství brněnské diecéze s farním kostelem svatého Šimona a Judy.

## Historie farnosti
Podle neprokázané pověsti pochází Strážek již z doby velkomoravské. První písemný záznam o obci je však až z roku 1338, roku 1375 se uvádí jako městečko. Farní kostel byl vystavěn roku 1616.

## Duchovní správci
Administrátorem excurrendo byl od 1. srpna 2012 R. D. Vít Fatěna. S platností od srpna 2018 byl ve farnosti ustanoven administrátorem excurrendo R. D. Mgr. Michael Macek.

## Bohoslužby
| Kostel                | Místo   | Bohoslužba (den) | Hodina     | Poznámka     |
| --------------------- | ------- | ---------------- | ---------- | ------------ |
| svatého Šimona a Judy | Strážek | neděle středa    | 8.00 18.00 | farní kostel |

## Aktivity ve farnosti
Dnem vzájemných modliteb farností za bohoslovce a bohoslovců za farnosti brněnské diecéze je 14. leden. Adorační den připadá na 3. června.
Ve farnosti se pravidelně koná tříkrálová sbírka. V roce 2016 se při sbírce vybralo ve Strážku 12 603 korun. 